# SAT Airlines
SAT Airlines — российская авиакомпания, выполнявшая рейсы по странам Азии. В октябре 2013 года авиакомпания была переименована в «Аврора», при этом  компания сохранила все коды обозначений авиакомпании SAT Airlines, а также ИНН, ОГРН и прочие реквизиты.

## История
Акционерное общество «Сахалинские Авиатрассы» — SAT Airlines было создано в результате реорганизации Сахалинского объединенного отряда. Оно был создано и начало функционировать 20 апреля 1992 года. Его единственным владельцем было Правительство Российской Федерации. В нем работало 574 сотрудника.
В 1994 году было освоено воздушное судно иностранного производства Boeing 737-200. Открылся рейс в японский город Хакодате.
В 1997 году расширена география полетов в Восточную и Западную Сибирь — города Иркутск и Новосибирск.
В 2002 году авиакомпания выиграла тендер на авиационное обслуживаниекомпании «Эксон Нефтегаз Лимитед», оператора проекта «Сахалин-1». В 2003 году к контракту присоединился консорциум «Сахалинская Энергия».
В 2007 году авиакомпания прекратила эксплуатацию самолетов Bombardier DHC 8-100, перейдя на DHC 8-200. В рамках данного контракта авиакомпания выполняла полеты на чартерной основе в пределах Сахалинской области и материковой части Дальнего Востока, а также в Японию.
Осенью 2006 года открыты регулярные пассажирские рейсы в Харбин. В 2007 году стартовали рейсы в Пекин и Далянь.
В апреле 2009 года началась эксплуатация 50-ти местного DHC 8-300, в ноябре был освоен Boeing 737-500.
В 2010 году было принято решение об организации базирования авиакомпании «Сахалинские Авиатрассы» в Хабаровске. Данная мера расширила географию полетов, самолёты «САТ» начали летать в Саппоро, Магадан и Петропавловск-Камчатский, также в этом году компания перешла на систему электронного таможенного декларирования.
В 2011 году были возобновлены международные рейсы в Пекин (Китай).
21 августа 2011 года увидел свет первый пилотный выпуск фирменного бортового журнала.
14 мая 2012 года авиакомпания «Сахалинские Авиатрассы» стала лауреатом национальной авиационной премии «Крылья России». В апреле 2013 года авиакомпания вновь была удостоена данной премии.

## Пункты назначения
В октябре 2013 года авиакомпания SAT Airlines выполняла рейсы по следующим направлениям:
Китай
- Харбин — Международный аэропорт Харбин Тайпин
- Пекин — Столичный международный аэропорт Пекина

Япония
- Саппоро — Новый аэропорт Титосе

Россия
- остров Итуруп — Аэропорт Буревестник
- Благовещенск — Аэропорт Игнатьево
- Хабаровск — Новый аэропорт Хабаровска
- Петропавловск-Камчатский — Аэропорт Петропавловск-Камчатский[6]
- Оха — Аэропорт Оха
- Владивосток — Международный аэропорт Владивосток
- Южно-Курильск — Аэропорт Южно-Курильск
- Южно-Сахалинск — Аэропорт Южно-Сахалинска Хаб

Южная Корея
- Сеул — Международный аэропорт Инчхон

## Флот
В октябре 2013 года флот SAT Airlines состоял из следующих самолетов: 

## Галерея
- Boeing 737-200  (бортовой номер RA-73003) приземляется в аэропорту Владивостока